# アイタンクジャパン
株式会社アイタンクジャパンは、東京都新宿区に本社を置く企業である。

## 会社概要
東京都新宿区西新宿に本社を置き、2008年7月に設立。株式会社アイタンクジャパンの事業は三つある。
大学生向けメディア事業
インターン採用コンサルティング事業
キャリア教育支援事業

## 会社沿革
2007年8月　渋谷区広尾にて『キャリアバイト』の営業開始
2007年12月　『キャリアバイト』リリース
2008年7月　会社設立
2008年12月　渋谷区道玄坂二丁目にて、株式会社アイタンクジャパンとして、本格的に営業開始
2009年6月　『キャリアバイト』モバイルリリース
2009年11月　『塾キャリ！』リリース
2009年12月　『インターンシップJAPAN』リリース
2009年12月　ソーシャルアプリ事業開始、2010年3月までに4本のアプリリリース
2010年3月　事業拡大のため渋谷区道玄坂二丁目の二葉ビルにオフィス移転
2010年5月　『ナースキャリア』リリース
2010年12月　就活情報サイト『就活ゲート』リリース
2011年3月　講義情報サイト『シェアノート』リリース
2011年12月　資本金を1,000万円に増資
2012年6月　『デジハリキャリアバイト』リリース
2012年10月　サークル情報サイト『ガクサー』リリース
2012年12月　事業拡大のため渋谷区道玄坂一丁目のノナカビルにオフィス移転
2012年12月　『女子美術大学キャリアバイト』リリース
2013年10月　『キャリアバイト』全国展開のため、大阪市東淀川区東中島1丁目に関西支社を設立
2014年9月　新卒求人サイト『ista』リリース
2014年10月　事業拡大のため、関西支社を大阪市淀川区西中島3丁目にオフィス移転
2014年11月　事業拡大のため渋谷区神南一丁目のアジアビルにオフィス移転
2015年7月　エン・ジャパン株式会社と経営統合契約を締結し、エン・ジャパングループ入り